# Acomys dimidiatus
Acomys dimidiatus är en däggdjursart som ingår i släktet taggmöss och familjen råttdjur.

## Beskrivning
En liten taggmus, med en kroppslängd på 9,5 till 12,5 cm exklusive den 9 till 12 cm långa svansen, och en vikt mellan 30 och 45 g. Som alla taggmöss har den en spetsig nos och spetsiga, styva borst på ryggen. Pälsen på rygg och sidor är mer eller mindre ljust orangeröd, med en tydlig gräns till den klart vita buken.

## Ekologi
En skymnings- och nattaktiv art som lever i många olika, tämligen torra habitat, gärna med klippor, som stäpper, öknar, torra lövskogar och buskage. I Egypten förekommer den även i jordbruksområden och människoboningar. Födan består till stor del av frön, även om den också kan äta gräs och insekter. Ökenpopulationerna tar främst snäckor. Som flera andra taggmöss kan denna art snöra av sig svansen, något som anses vara ett försvarsbeteende när den angrips av rovdjur. Arten har även förmåga att tappa upp till 60 procent av huden och svansen är täckt av benplattor liksom bältdjurens kropp.

## Utbredning
Utbredningsområdet omfattar Sinaihalvön i Egypten, Israel, Palestina, Libanon, Syrien, Jordanien, längs stora delar av Arabiska halvöns kustområden, södra Irak, södra Iran och österut till södra Pakistan (delstaterna Belutsjistan och Sindh).

## Status
IUCN har globalt klassificerat arten som livskraftig ("LC"); den är vanlig i större delen av sitt utbredningsområde, och inga egentliga hot är registrerade. Tidigare (1996) var den emellertid klassificerad som nära hotad ("NT") i Förenade Arabemiraten.